# Canal de Gliwice

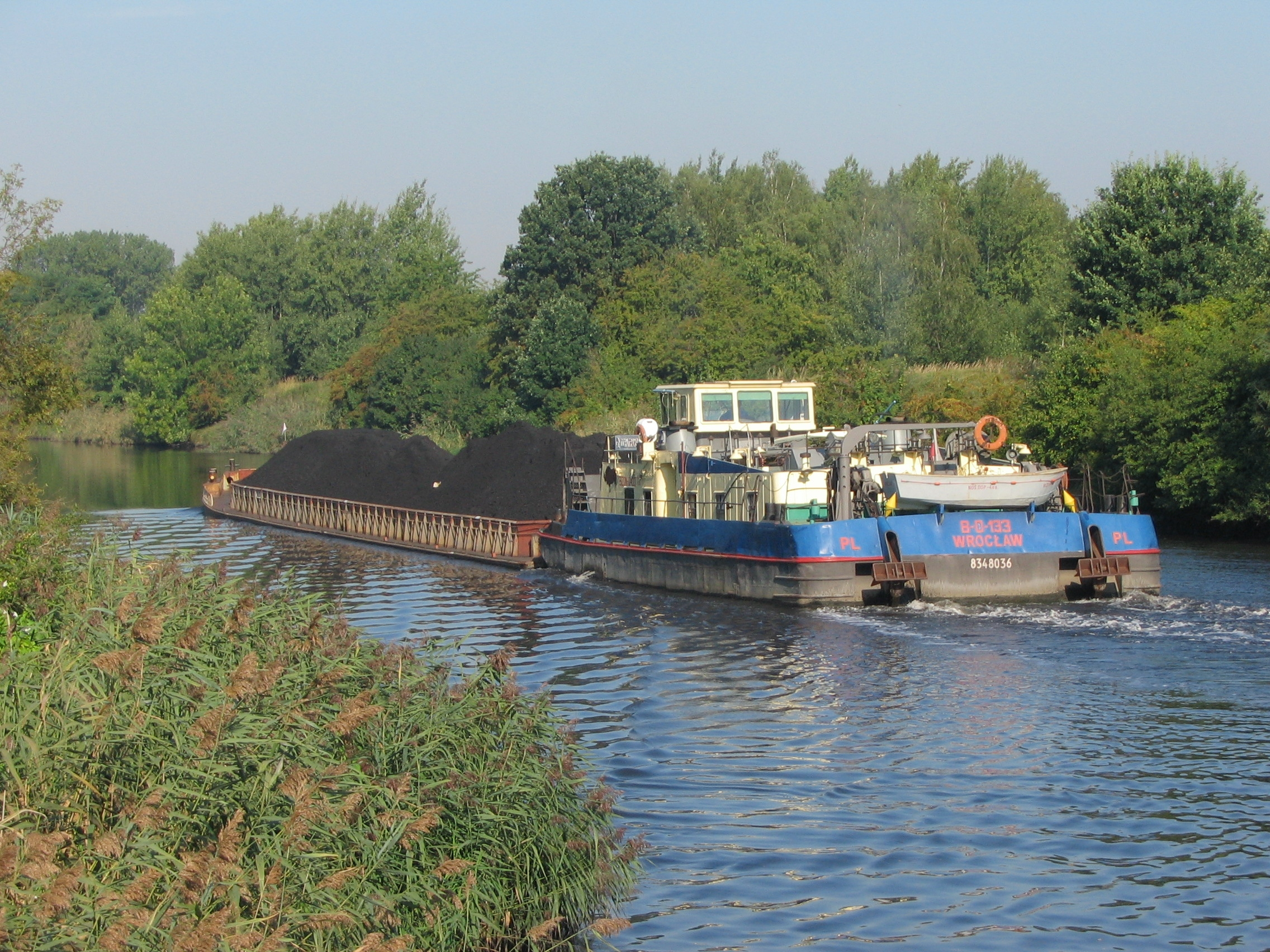
Chata no Canal de Gliwice.

O Canal de Gliwice (em polonês/polaco:  Gliwicki, em alemão:  Gleiwitzer Kanal) é um canal que conecta o Rio Oder à cidade de Gliwice na área urbana da Alta Silésia (Voivodia da Silésia), Polônia. Também conhecido como Canal da Alta Silésia (Kanał Górnośląski, Oberschlesischer Kanal), foi construído entre 1935 e 1939 substituindo o antigo Canal Klodnicki.

## Estrutura
O canal tem aproximadamente 41,6 km de comprimento; sua profundidade máxima é 3,5 m; a largura do canal é de 38 m; a velocidade máxima para embarcações no canal é 6 km/h; e a diferença da altura dos níveis de água em suas extremidades é 43,6 m. O canal tem seis eclusas e é navegável de 15 de Março à 15 de Dezembro (270 dias no ano).
Eclusas:
1. em Łabędy, distrito de Gliwice
2. em Dzierżno, distrito Pyskowice
3. na vila de Rudziniec
4. em Sławięcice, distrito de Kędzierzyn-Koźle
5. na vila de Nowa Wieś
6. em Kłodnica, distrito de Kędzierzyn-Koźle

O canal começa em Kędzierzyn-Koźle no rio Oder e termina no porto de Gliwice, passando pela Voivodia de Opole e Voivodia da Silésia na Polônia. A água do canal vem do Rio Kłodnica, assim como de lagos e reservatórios em sua volta.

## História
O Canal de Gliwice foi originalmente construído na Província da Alta Silésia, então Alemanha. Como o Canal Klodnicki tornou-se obsoleto, foi decidido em 1934 que a construção de um novo canal seria mais viável do que a modernização do antigo Canal Klodnicki, que parou de ser utilizado em 1937.O novo canal, conhecido como o Canal de Gleiwitz (em alemão:  Gleiwitzer Kanal), foi construído entre 1935-1939 e abriu para navegações em 1941.Em 8 de dezembro de 1939, foi rebatizado para Canal Adolf Hitler (Adolf-Hitler-Kanal), em honra de Adolf Hitler, na cerimônia de inauguração feita por Rudolf Hess. Havia também planos para torná-lo como parte do projeto Danúbio-Oder. Depois da Segunda Guerra Mundial, o canal e as áreas vizinhas (veja Territórios Recuperados) foram colocados sob administração polanesa de acordo com a Conferência de Potsdam em 1945.
Cerca de cinquenta pessoas trabalham atualmente na manutenção do canal. Aproximadamente 700 000 toneladas de materiais são enviados pelo canal a cada ano (a maior parte carvão).O governo polonês estuda a modernização do canal.